# Barbara Frale
Barbara Frale est une historienne italienne, médiéviste et paléographe, travaillant aux archives secrètes du Vatican. Ses recherches portent plus particulièrement sur l'Ordre du Temple.

## Biographie
Elle naît à Viterbe le 24 février 1970, suit l’Université des Études de la Tuscia à Viterbe, où elle obtient son diplôme universitarie en Conservation des monuments historiques. Sa thèse d’histoire médiévale, fondée sur l’examen de plus de 7 000 documents notariaux du XIVe siècle est publiée par l’éditeur scientifique Vecchiarelli,(Orte 1303-1363. La città sul fiume, Manziana, 1995).

En 1996, elle obtient le diplôme de spécialisation post lauream en Paléographie, Diplomatique et Archivistique à l’École des Archives Secrètes du Vatican, et en 1998, le diplôme en Paléographie Grecque aussi. En 2000, elle passe son doctorat de recherche en “Histoire de la société européenne” à l’Université Ca’ Foscari de Venice. En 2000, elle obtient aussi une bourse d’études de l’Institut Historique germanique à Rome (Deutsches Historisches Institut in Rom). Dès le mois d’octobre 2001, elle fait son service comme officier chez les Archives Secrètes du Vatican.

## Œuvres et travaux
En 2001, elle publie pour l’éditeur scientifique Viella de Rome une partie des résultats de sa thèse de doctorat, développée sur les documents du procès aux Templiers (L’ ultima battaglia dei Templari. Dal codice ombra d’obbedienza militare alla costruzione del processo per eresia).
Barbara Frale est à l'origine de la découverte du Parchemin de Chinon. Ce document prouve que le pape Clément V a donné l'absolution à Jacques de Molay en 1308. Il conduit à une réévalution majeure de l'implication de l'Église catholique.

En 2002, elle publie l’essai Il Papato e il processo ai Templari. L’inedita assoluzione di Chinon alla luce della diplomatica pontificia, où elle analyse et discute le contenu du parchemin conservé dans les Archives Secrètes du Vatican et longtemps oublié par les historiens. Ce parchemin conserve les actes d’une enquête développée par trois cardinaux plénipotentiaires de Pape Clément V sur le dernier Grand Maître des Templiers Jacques de Molay et sur d’autres membres de l’état-major de l’ordre enfermés par le Roi Philippe le Bel dans le Château de Chinon. L’étude du Parchemin de Chinon devient objet de l’attention de quelques historiens internationaux.

Les résultats de la recherche sont alors présentés dans l’essai I Templari, Bologne 2004.

L’essai est traduit en anglais, français, espagnol, portugais, polonais, tchèque.

Des thèses soutenues par Barbara Frale ont été accueillies par les experts d’histoire des Templiers, comme Malcolm Barber et Alain Demurger.
Ses recherches l'amènent à s'intéresser au Suaire de Turin. Elle pense, à la suite de Ian Wilson, que le futur Suaire de Turin est le Baphomet, l'idole vénérée par les Templiers, et qu'il a donc été conservé par les chevaliers de l'Ordre entre le début du XIIIe et le début du XIVe siècle.
Au mois de juin 2009, Barbara Frale publie un autre essai dédié aux Templiers, I Templari e la sindone di Cristo, dans lequel elle discute des documents selon lesquels la mystérieuse idole qui dans le procès était utilisée comme chef d’accusation contre l’ordre, pour l’accuser d’idolatrie, serait en réalité une certaine image du Christ mort qui a un caractère analogue au Suaire de Turin. L’essai a été traduit en portugais (Edições, Lisboa) et anglais (Maveryck house publishers). Le volume est suivi au mois de novembre de la même année par un autre essai, La sindone di Gesù Nazareno, dans lequel Barbara Frale examine des traces présumées d’écriture découvertes sur le Suaire de Turin et qui laisseraient penser qu'il s'agit d'un objet authentique. L’essai a été traduit en français (Bayard, Paris 2010) et anglais (Maveryck house publishers), mais les conclusions de Frale sur l'existence d'un texte sur le linceul sont contestées par d'autres chercheurs qui évoquent la paréidolie.
Au mois d’avril 2010, elle publie pour la Libreria Editrice Vaticana l’essai La sindone e il ritratto di Cristo.
En juin 2011, elle publie pour l’éditeur Arnoldo Mondadori dans la collection Le Scie un essai historique intitulé Il principe e il pescatore. Pio XII, il nazismo e la tomba di san Pietro in Vaticano.

## Ouvrages
- Le pergamene dell'Archivio comunale di Bolsena. Mostra documentaria, Bolsena: Dromos, 1994
- Orte 1303-1367. La città sul fiume, Manziana: Vecchiarelli, 1995 -  (ISBN 88-85316-57-3)
- L'ultima battaglia dei Templari. Dal codice ombra d'obbedienza militare alla costruzione del processo per eresia, Roma: Viella, 2001 -  (ISBN 888334037X)
- Strategia di un delitto. Filippo il Bello e il cerimoniale segreto dei Templari, Firenze: Giunti, 2001 -  (ISBN 88-090-2052-9)
- Il papato e il processo ai Templari. L'inedita assoluzione di Chinon alla luce della Diplomatica pontificia, Roma: Viella, 2003 -  (ISBN 88-8334-098-1)
- Les Templiers, Paris, Belin, 2008 (I Templari, Bologna: Il Mulino, 2004 -  (ISBN 88-150-9798-8)).
- I Templari e la sindone di Cristo, Bologna: Il Mulino, 2009 -  (ISBN 978-88-15-13157-7)
- La sindone di Gesù Nazareno, Bologna : Il Mulino, 2009 -  (ISBN 978-88-15-13374-8)
- Il Principe e il Pescatore, Milano: Mondadori, Le Scie. Nuova Serie, 2011 - (ISBN 978-8804609018)
- Les templiers et le Suaire du Christ, Paris, Bayard, 2011,- (ISBN 2227481900), (ISBN 978-2227481909)
- L'inganno del gran rifiuto. La vera storia di Celestino V, papa dimissionario, introduzione di Franco Cardini, Novara, UTET, 2013  (ISBN 978-88-418-9687-7)
- Andare per la Roma dei Templari, Bologna, Il Mulino, 2014  (ISBN 978-88-15-25203-6)
- Crimine di Stato. La diffamazione dei Templari, Firenze, Giunti, 2014  (ISBN 978-88-09-79739-0)
- La guerra di Francesco. Gioventù di un santo ribelle, Novara, UTET, 2016  (ISBN 978-88-511-3641-3)
- La leggenda nera dei Templari, Roma-Bari: Laterza, 2016 -  (ISBN 978-8858131008)
  - La Tour maudite des Templiers, Le Cherche midi, 2022